# برایتنباخ ام هرتسبرگ
برایتنباخ ام هرتسبرگ (به آلمانی: Breitenbach am Herzberg) یک شهر در آلمان است که در هرسفلد-رتنبورگ واقع شده‌است.